# Vente de l'île de Manhattan aux Provinces-Unies (1626)

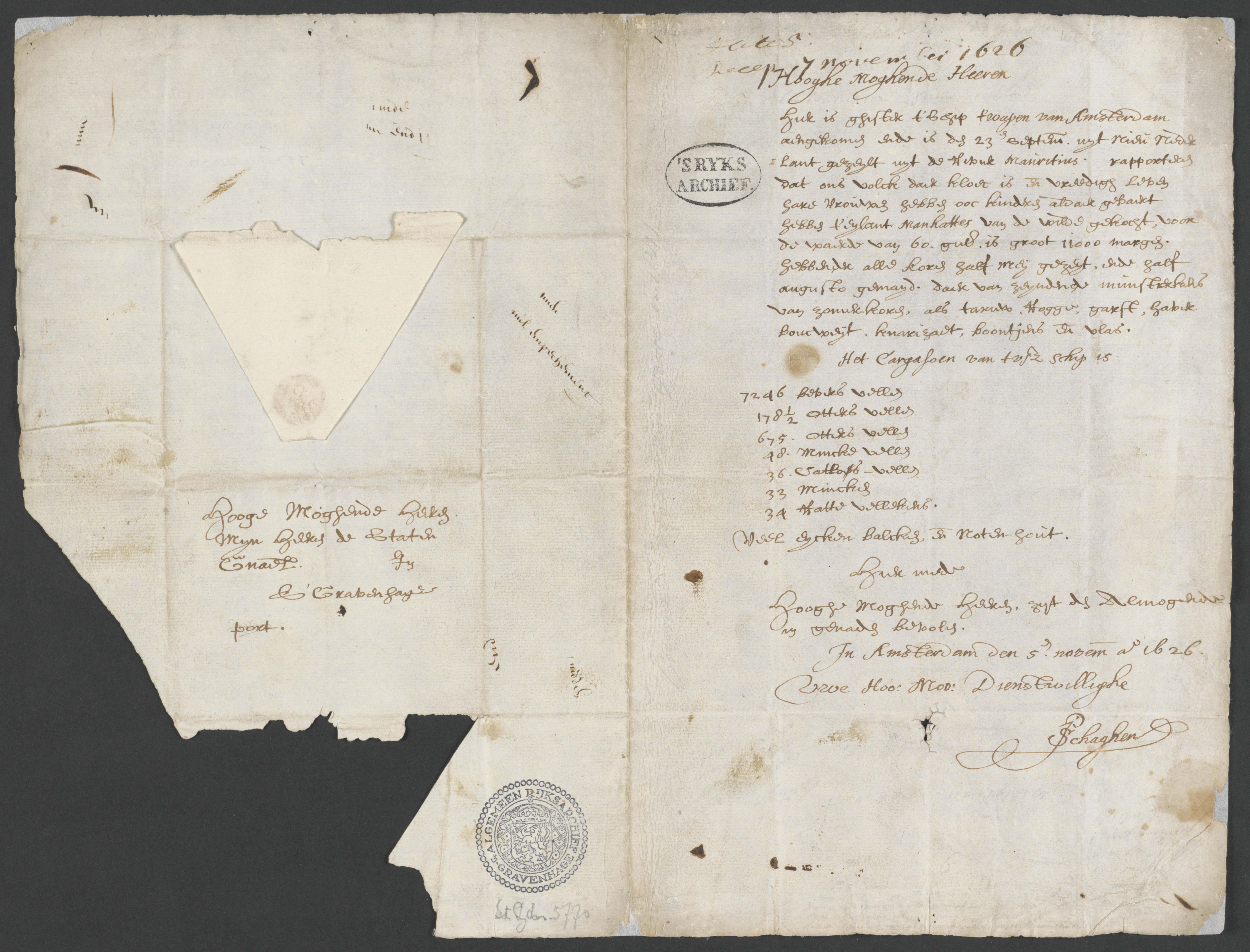
L'original de la notification de l'achat de l'île de Manhattan aux États-Généraux des Provinces-Unies

Cet article traite de la vente de l'île de Manhattan aux Provinces-Unies en 1626.

## Transcription de l'acte de notification
Hooghe Moghende Heeren
Hier is ghister t'schip t'wapen van Amsterdam
aengekomen ende is den 23en septem: uyt Nieu
Nederlant gezeylt uyt de Rivier Mauritius. rapporteren
dat ons volck daer kloec is en: vreedigh leven
hare vrouwen hebben ooc kinderen aldaer gebaert
hebben t'eylant Manhattes van de wilde gekocht, voor
de waerde van 60 guld: is groot 11000 morgen.
hebbende alle koren half mey gezeyt, ende half
augusto gemayd. daer van zeyndende munsterkens
van zomerkoren, als taruw, Rogge, garst, haver
boucweyt, knarizaet, boontjes en: vlas.
Het Cargasoen van tvsz: schip is
7246 bevers vellen
178 ½ otters vellen
675 otters vellen
48 Mincke vellen
36 Catloes-vellen
33 Mincken
34 Ratte vellekens.
Veel eycken balcken. En: Noten-hout.
Hier mede
Hooghe Moghende Heeren. zyt den Almogende
en genaden bevolen.
In Amsterdam den 5en Novem: A° 1626
Uwe Hoo: Moo: Dienstwillighe
P. Schaghen

## Traduction bilingue de l'acte de notification

### Traduction en anglais
High and Mighty Lords:
Yesterday arrived here the ship the Arms of Amsterdam, which sailed from New
Netherland, out of the river Mauritius, on the 23rd September. They report
that our people are in good heart and live in peace there; the women also have borne some children there. They have purchased the island Manhattes from the Indians for
the value of 60 guilders; 'tis 11,000 morgens in size.
They had all their grain sowed by the middle of May and reaped by the middle of August. They send thence samples of summer grain such as wheat, rye, barley, oats, buckwheat, canary seed, beans, and flax.
The cargo of the aforesaid ship is:
7246 beaver skins,
17886 otter skins,
675 otter skins,
48 mink skins,
36 wildcat skins,
33 minks,
34 rat skins, considerable oak, timber and hickory.
Herewith, high and mighty Lords, be commended to the mercy of the Almighty.
In Amsterdam, the 5th November, A. D. 1626.
Your High Mightinesses' obedient,
P. Schagen.
Received, 7th November, 1626.

### Traduction en français
Hauts et puissants seigneurs,
Hier est arrivé à Amsterdam le navire qui est parti de Nouvelle-Néerlande, sur le fleuve Maurice, le 23 septembre. Ils rapportent
que notre peuple a le moral et vit en paix ; les femmes ont porté quelques enfants. Ils ont acheté l'île de Manhattan aux Indiens pour la somme de 60 florins ; soit 11 000 morgens.
Ils ont semé tout leur grain au milieu de mai et moissonné au milieu d'août. Ils nous envoient des échantillons de ce grain d'été tel que blé, seigle, orge, avoine, sarrazin, millet, haricot et lin.
La cargaison de ce vaisseau est :
7246 peaux de castor,
178 1/2 peaux de loutre,
675 peaux de loutre,
48 peaux de vison,
36 peaux de chat sauvage,
33 visons,
34 peaux de rat,
beaucoup de chêne, bois d'œuvre et hickory.
Avec ceci, hauts et puissants Seigneurs, des recommandations à la miséricorde du Tout-Puissant.
À Amsterdam, le 5 novembre, de l'an du Seigneur 1626.
Votre très obéissant,
P. Schagen.
Reçu, le 7 novembre 1626.